# Grob G 520
O Grob G 520 Egrett é um avião turboélice de longa autonomia para voos em alta altitude de reconhecimento e vigilância, produzido pela Grob Aircraft, com capacidade de decolar e pousar de pistas curtas e aprovação para operações sob condição de formação de gelo e IMC. Desenvolvido e certificado em 1991, o Grob G 520 é um dos maiores aviões tripulados do mundo construídos inteiramente de materiais compósitos e mantém vários recordes mundiais. Sua produção foi retomada em 2014.

## Desenvolvimento

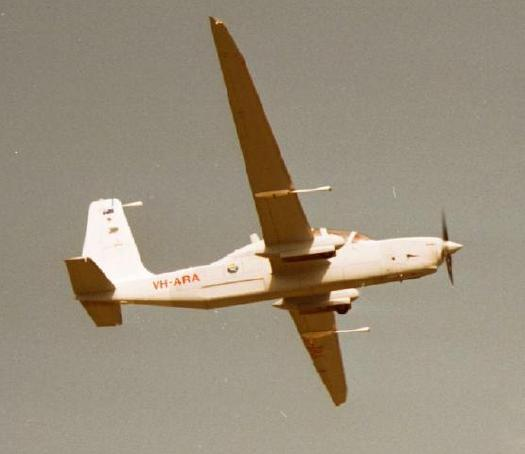
G 520 em 1991

O Grob G 520 ‘EGRETT’ (da anterior Grob/E-Systems/AlliedSignal Egrett – seu nome é derivado das três companhias envolvidas em seu projeto: E-Systems, Grob Aircraft, and Garrett,, tendo esta última mudando seu nome posteriormente para AlliedSignal) é um avião de vigilância desenvolvido na Alemanha durante a década de 1980 através de uma parceria internacional. A intenção era de cumprir com requisitos da Força Aérea Alemã e Força Aérea dos Estados Unidos para uma aeronave de vigilância de longa autonomia e alta altitude para verificação e monitoramento ambiental. Conhecido como "LAPAS" (em alemão:  Luftgestütztes, abstandsfähiges Primär-Aufklärungssystem, português: sistema de reconhecimento primário de longa distância aerotransportado) na Alemanha e "Guardião Sênior" (em inglês:  Senior Guardian) nos Estados Unidos. Inicialmente, os Estados Unidos tentaram utilizar a aeronave Lockheed TR-1 (U-2) para esta tarefa, mas sem sucesso, buscaram uma nova aeronave.

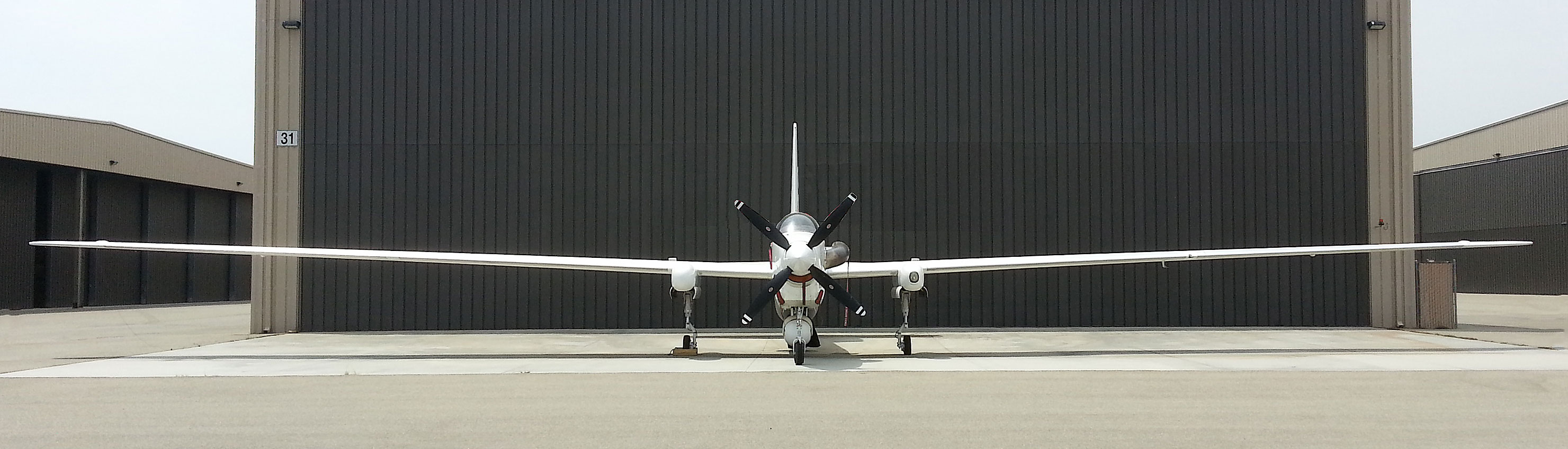
Visão frontal do Grob G 520

A primeira aeronave designada D-450 EGRETT I voou pela primeira vez em 1987, e em Setembro do ano seguinte bateu o recorde de altitude de sua classe, atingindo 16.329,35 m (53.573,96 ft). Duas aeronaves de pré-produção seguiram em 1989 e 1990, designadas D-500 EGRETT II e então finalizou com a denominação G 520 em 1991. Estas últimas aeronaves eram de propriedade da E-Systems e da Grob respectivamente, e era usado na promoção de sua aeronave: a E-Systems com vários pacotes de sensores e a Grob (renomeando para Strato 1) para vender a aeronave para autoridades civis como uma plataforma de gerenciamento de recursos.

Em 1992, a Luftwaffe solicitou a compra de nove EGRETT II, para serem incorporados com o treinador de dois assentos G 520T e um dos demonstradores. Entretanto, em Fevereiro de 1993, antes de toda a produção ser iniciada, todo o programa foi cancelado quando a Europa Oriental deixou de ser vista como uma ameaça. A versão de treinamento com dois assentos G 520T foi finalizada e vendida para a Airborne Research Australia em Adelaide. Em 2014, a Grob Aircraft comprou novamente o G 520T e o trouxe de volta à Alemanha. A aeronave repintada foi apresenda ao público durante o Show Aéreo Internacional de Farnborough de 2014, simultaneamente como um relançamento da produção do G 520T.
Desde 2014 o G 520 detém vários recordes mundiais. Esta aeronave estabeleceu três recordes mundiais de altitude, tempo de subida e autonomia de voo em 1988. Além disso, foi a primeira aeronave produzida de materiais compósitos projetada espeficamente para pesquisas na estratosfera e atingindo a altitude de 53.573,96 pés (16.329,35 meters).
- Tempo de subida para 15.000 metros: 40 minutos e 47 segundos[7]
- Altitude em voo horizontal: 16.238,55 metros (53.276,09 pés)[8]
- Altitude sem carga: 16.329,35 metros (53.573,96 pés)[9]

## Projeto

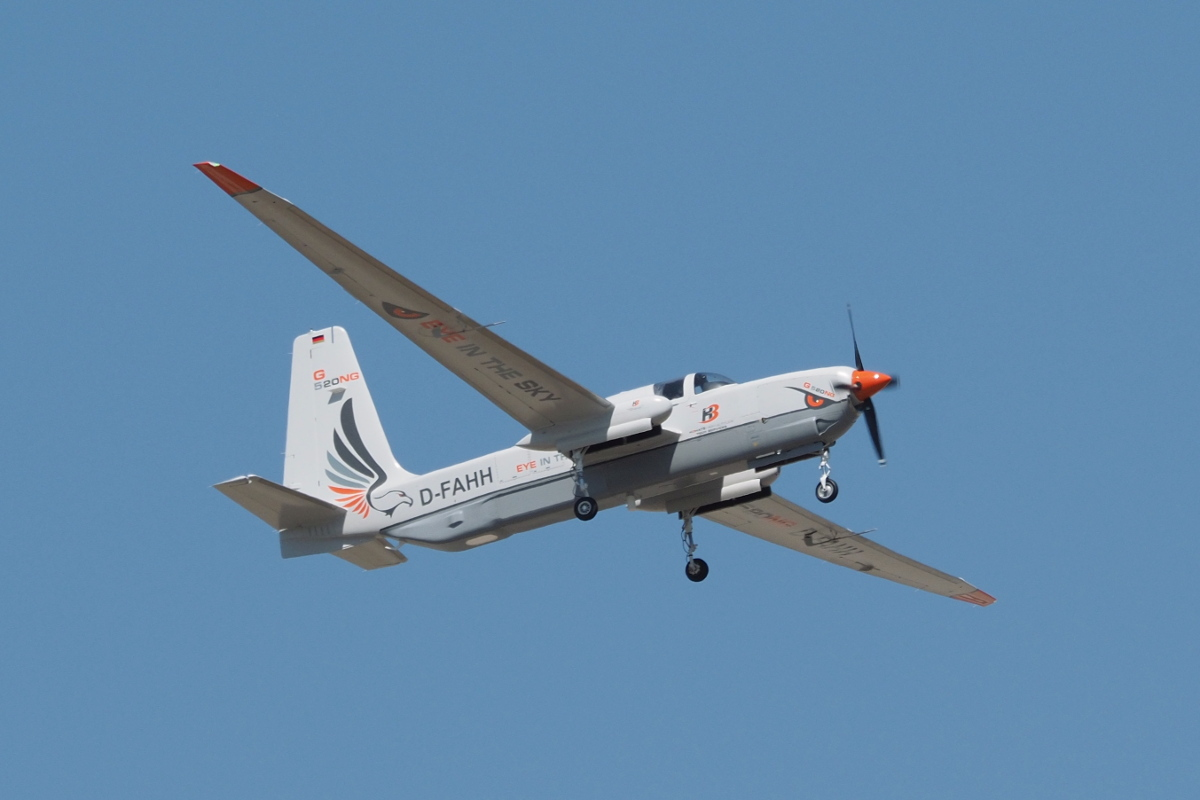
G 520NG, nova variante

O G 520 é um monoplano convencional de asa média construído completamente de materiais compósitos com um alongamento (asa) extremamente alto. A potência é fornecida por um único turboélice Honeywell TPE 331-14F e uma hélice tetrapá Hartzell, e vem equipado com trem de pouso triciclo, cujo trem principal recolhe em uma carenagens sob a asa.
O conceito de baia de cargas flexível do G 520 pode acomodar sistemas de missão múltipla para aplicações civis e militares, com 12 compartimentos que podem acomodar até 850 kg de equipamentos, tornando o G 520 uma plataforma multi-tarefa ideal para uma ampla gama de missões.
A cabine de pilotagem do G 520T fornece espaço para um piloto e um operador de sensores, além de equipamentos que precisam ser posicionados dentro da cabine pressurizada. O painel de instrumentos pode ser opcionalmente equipado com um sistema digital IDU-680 EFIS da Genesys Aerosystems.

## Variantes

### G 520T
O G 520T é uma versão de dois assentos do G 520. Inicialmente planejado para treinamento e demonstração, o único construído foi comprado pela Grob Aircraft em 2014 e transferido para a Alemanha em Junho do mesmo ano.
A produção do G 520T foi retomada em 2014.

### G 520NG
O G 520NG será a versão atualizada do G 520T. De acordo com afirmações da empresa durante o Show de Farnborough de 2014, as entregas iniciariam em 2016.

## Histórico operacional
Austrália
Airborne Research Australia
 Alemanha
Luftwaffe